# Список боевых группировок Амбазонии
Ниже приводится список военизированных группировок, борющихся за независимость Амбазонии, которых местные жители обычно называют «детьми Амба». Из-за неясного характера многих небольших групп этот список будет оставаться неполным до тех пор, пока не появится больше информации.
| Наименование группировки                          | Структурное подразделение                         | Находится под подчинением                | Известные командующие | Численность                       |
| ------------------------------------------------- | ------------------------------------------------- | ---------------------------------------- | --- | --------------------------------- |
| Силы Амбалэнда                                    | —                                                 | —                                        | — | до 30                             |
| Амбалэнд Кифор                                    | —                                                 | —                                        | Сайлас Зама | около 200                         |

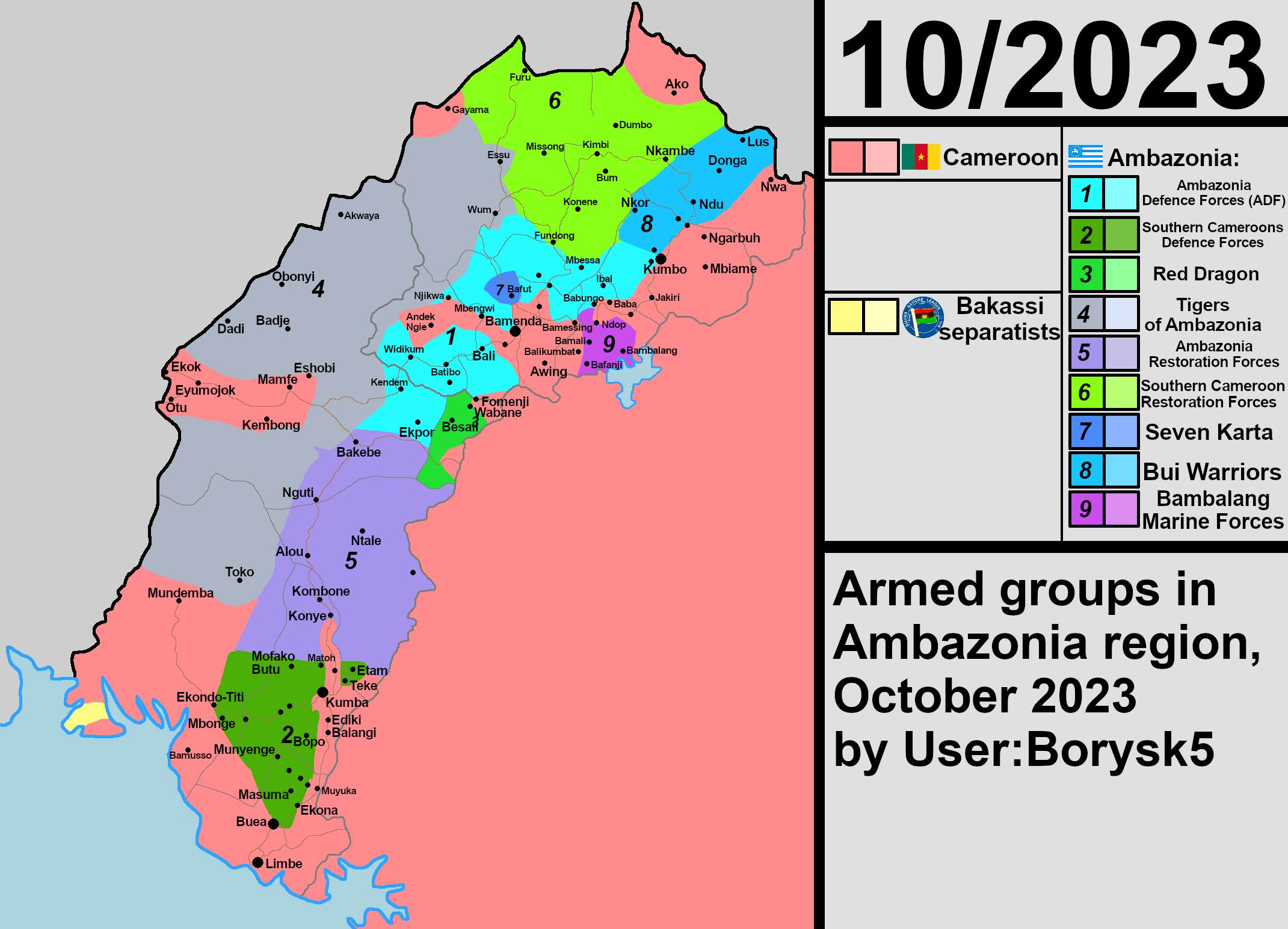
Карта контролируемых Амбазонией территорий по группировкам

| Силы самообороны Амбазонии                        | —                                                 | Управляющий совет Амбазонии              | Аябо Чо Лукас Бенедикт Куа Иво Мбах † Генерал Эвганг «Большое Число» Данэль Каппо «Генерал-майор, король коммандос» «Генерал Мэнбой» «Генерал Беги или Умри» † | до 2000                           |
| Силы военной разведки и рекогносцировки Амбазонии | Вооружённые силы Амбазонии                        | Временное Правительство Амбазонии        | — | Гостайна                          |
| Армия восстановления Амбазонии                    | Совет самообороны Амбазонии                       | Южно-Камерунский освободительный комитет | Паксон Абгор | до 100                            |
| Корпус морской пехоты Бамбаланга                  | —                                                 | —                                        | «Генерал без жалости» | —                                 |
| Черные сердца Банга Бакунду                       | —                                                 | —                                        | — | —                                 |
| Буй Уорриорз                                      | —                                                 | —                                        | — | —                                 |
| Группа самообороны Донганг Мантунг                | —                                                 | —                                        | — | —                                 |
| Силы воздействия Фако                             | —                                                 | —                                        | — | —                                 |
| Фако-мемский совет                                | —                                                 | —                                        | Августин Амбе † | —                                 |
| Горные львы Фако                                  | —                                                 | —                                        | — | —                                 |
| Бойцы-гориллы                                     | —                                                 | —                                        | «Генерал Айеке» † | —                                 |
| Ягуары Бамессинга                                 | —                                                 | —                                        | «Генерал Сагард» | —                                 |
| Менчум Фолл Уорриорз                              | —                                                 | —                                        | — | до 100                            |
| Воины-призраки Маню                               | подразделение в составе вооружённых сил Амбазонии | —                                        | Мартин Ашу | до 500                            |
| Совет по обороне Нго-Кентуджиа                    | —                                                 | —                                        | — | —                                 |
| Красный дракон                                    | подразделение в составе вооружённых сил Амбазонии | Южно-Камерунский освободительный комитет | Лекеака Оливер «Генерал Айекеа» † | до 200                            |
| Семь карт                                         | подразделение в составе вооружённых сил Амбазонии | Южно-Камерунский освободительный комитет | «Генерал Альхаджи» † «Генерал Завод Мира» † | до 200                            |
| Силы самообороны Южного Камеруна                  | Совет самообороны Амбазонии                       | Южно-Камерунский освободительный комитет | Эбенезер Акванга Эндрю Нгоэ † «Генерал Опопо» † «Генерал Джейсон» | до 500                            |
| Силы восстановления Южного Камеруна               | Совет самообороны Амбазонии                       | Южно-Камерунский освободительный комитет | Нсо Фонча Нкем «Генерал РК» «Генерал Чача» † | до 100                            |
| Десять-Десять                                     | —                                                 | —                                        | «Генерал 10-10» | до 100                            |
| Тигры Амбазонии                                   | подразделение в составе вооружённых сил Амбазонии | Южно-Камерунский освободительный комитет | — | до 300                            |
| Меч Амбазонии                                     | —                                                 | —                                        | — | до 300                            |
| Гадюки                                            | —                                                 | —                                        | — | до 100                            |
| Белые тигры                                       | —                                                 | —                                        | — | до 100                            |
| Воины Нсо                                         | —                                                 | —                                        | — | до 100                            |
| Одно касание                                      | —                                                 | —                                        | — | —                                 |
| Исакабас                                          | —                                                 | —                                        | — | —                                 |
| Более 20 неназванных группировок                  | —                                                 | —                                        | Экеон Поликарп «Генерал Нямбере» «Генерал Дивин» † Ричард Нформумбанг Нданго «Общий огонь» / «Общий пожарный» † «Человек общего действия» † «Генерал Мендо Зе» † «Генерал Сатана» Агбор Оскар Нкенг «Эжен» «Генерал Оби» † Лука Фонтекс («Генерал Бешеный Пёс») † «Генерал Окоро» † «Генерал Буш» (военнопленный) «Генерал Сладкий Тума» (военнопленный) «Генерал Лев» † Селестин Ванче («Ти-бой») † «Генерал Годди Элангве» «Генерал Асан» † «Генерал Нокиа» (военнопленный) «Генерал Спирито» † «Генерал Блинк» † «Генерал Иди Амин Дада» † «Генерал Кобра» (военнопленный) «Генерал Блэк Мамба» «Генерал Король Коммандос» † Бессонг Юджин † Мбу Княжеский Табе | Тысячи, разбитые на разные группы |